# Otis Redding
Otis Ray Redding Jr. (Dawson, Georgia, 9 de septiembre de 1941-Madison, Wisconsin, 10 de diciembre de 1967) fue un cantante de Stax y Volt Records, compositor, productor de discos, arreglista y buscador de talentos estadounidense, apodado «King of Soul», (título que comparte con Sam Cooke) en reconocimiento a su habilidad para transmitir emociones a través de su voz. 
Es considerado uno de los más grandes cantantes en la historia de la música estadounidense y un artista seminal en la música soul y rhythm and blues. Su estilo de canto procedía de la música góspel, el precedente de su género musical. Su estilo de canto influyó en muchos otros cantantes de soul de los años 1960. Durante su vida, sus grabaciones fueron producidas por Stax Records, establecida en Memphis, Tennessee. 
Según la página web del Salón de la Fama del Rock and Roll (donde fue incluido en 1989) el nombre de Redding es «sinónimo del Soul, música derivada de la experiencia afroamericana y la transformación del góspel y el rhythm and blues en una forma de funky secular». También el crítico de rock Jon Landau dijo en 1967 «Otis Redding es rock and roll». Redding murió en un accidente aéreo a los 26 años y conoció su mayor éxito de forma póstuma con el tema «(Sittin' On) The Dock of the Bay», relanzado un mes más tarde. Fue también conocido por formar un dúo junto a Carla Thomas.

## Biografía

### Primeros años
Otis Redding nació en Dawson, Georgia, el 9 de septiembre de 1941 pero a los cinco años se mudó a Macon, la tierra de Little Richard. Dejó pronto el colegio a los 15 años, para ayudar económicamente a su familia y empezó a trabajar con Little Richard con su banda acompañante The Upsetters y presentándose en los shows de nuevos talentos en el histórico Douglass Theatre en Macon, Georgia. En sus inicios Redding se vio influido por Richard como se observa en sus primeras grabaciones, aunque después desarrolló la originalidad que le caracterizaría. 
En 1958 se unió a la banda The Pinetoppers con la cual hizo giras por los estados del sur de Estados Unidos como cantante y conductor. En esa época Redding participaba en un concurso de talentos. Después de ganarlo quince veces no le permitieron participar más. En 1960 empezó a actuar con Johnny Jenkins, precisamente en unas sesiones de grabación no programadas para Stax Records, aprovechando los minutos restantes ya pagados de la sesión, Jim Stewart (copropietario de Stax) dejó que Otis grabase dos temas, uno de ellos fue «These Arms of Mine», que posteriormente sería su primer éxito, en 1962. 
Stax lanzó su álbum debut, Pain In My Heart, dos años después. Inicialmente fue muy popular, sobre todo entre los afroamericanos. Más tarde tendría mayor audiencia entre los estadounidenses aficionados a la música pop. Solo con su grupo, siguió realizando pequeños conciertos en los estados del Sur. Más tarde se presentó en el popular club nocturno de Los Ángeles, Whisky a Go Go, realizando luego giras por Europa, presentándose en Londres, París y otras grandes ciudades. Se presentó también en el Festival Pop de Monterey de 1967.
Poco tiempo antes de su muerte, en un accidente de aviación, Redding escribió y grabó su icónico "(Sittin On) The Dock of the Bay" con Steve Cropper. La canción fue el primer número uno post mortem en ambas listas de Billboard: Hot 100 y R&B. El álbum The Dock of the Bay fue el primer álbum post mortem en llegar al número uno en las listas del Reino Unido. La muerte prematura de Redding devastó a Stax. Al borde la bancarrota, el sello fue descubierto por la división Atco de Atlantic Records que se hizo dueño de los derechos del catálogo de todas sus canciones.
Recibió muchos homenajes póstumos, incluido el Grammy a toda una carrera y su ingreso al Salón de la Fama del Rock and Roll así como al Salón de la Fama de compositores. "(Sittin' On) The Dock of the Bay," "Respect" y "Try a Little Tenderness" están entre sus canciones más conocidas.

### El éxito
Su estilo no era revolucionario en su concepto, pero sí lo era la forma de ejecutarlo. Su voz podía pasar de ser aterciopelada a rasgada, rota y rompedora. Pasaba de las baladas más tiernas a canciones como «Shake» o su versión de «Satisfaction», que sorprendió agradablemente a los mismos The Rolling Stones.
En los tiempos que corrían, los productores, compositores y arreglistas, eran quienes tenían en muchas ocasiones la carga creativa, dejando a los intérpretes de soul como meros ejecutores de lo que otros escribían. También el éxito llegaba en demasiadas ocasiones a golpe de sencillo careciendo estos intérpretes de un proyecto o concepto que englobase un álbum entero. Otis Redding compuso muchos de sus temas más conocidos, y mantuvo un control inusual de sus temas, no debemos olvidar sus colaboraciones con Steve Cropper, que despuntó como uno de los compositores de soul de aquella época, así como instrumentista y uno de los responsables de lo que se denominó "Sonido Memphis" junto con el grupo The Memphis Horns.
Posteriormente fundaría Jotis, una productora con la que produciría a otros cantantes que estaban empezando, uno de los éxitos de Otis Redding en la producción fue la canción «Sweet Soul Music», interpretada por Arthur Conley Jr.
Otis demostró estar preocupado por los derechos civiles y le ocupó parte de su tiempo en los últimos años.
A comienzos de 1967, la revista Melody Maker le otorga el título de mejor cantante del año, reemplazando a Elvis Presley que lo había sido durante los nueve años anteriores. 
En junio de ese mismo año, en el Festival Internacional de Monterrey, entre un plantel de figuras del rock como Jimi Hendrix y The Who, fue aclamado por una multitud de 55,000 jóvenes norteamericanos durante el Verano del amor, siendo así adoptado por el movimiento hippie.

### Muerte

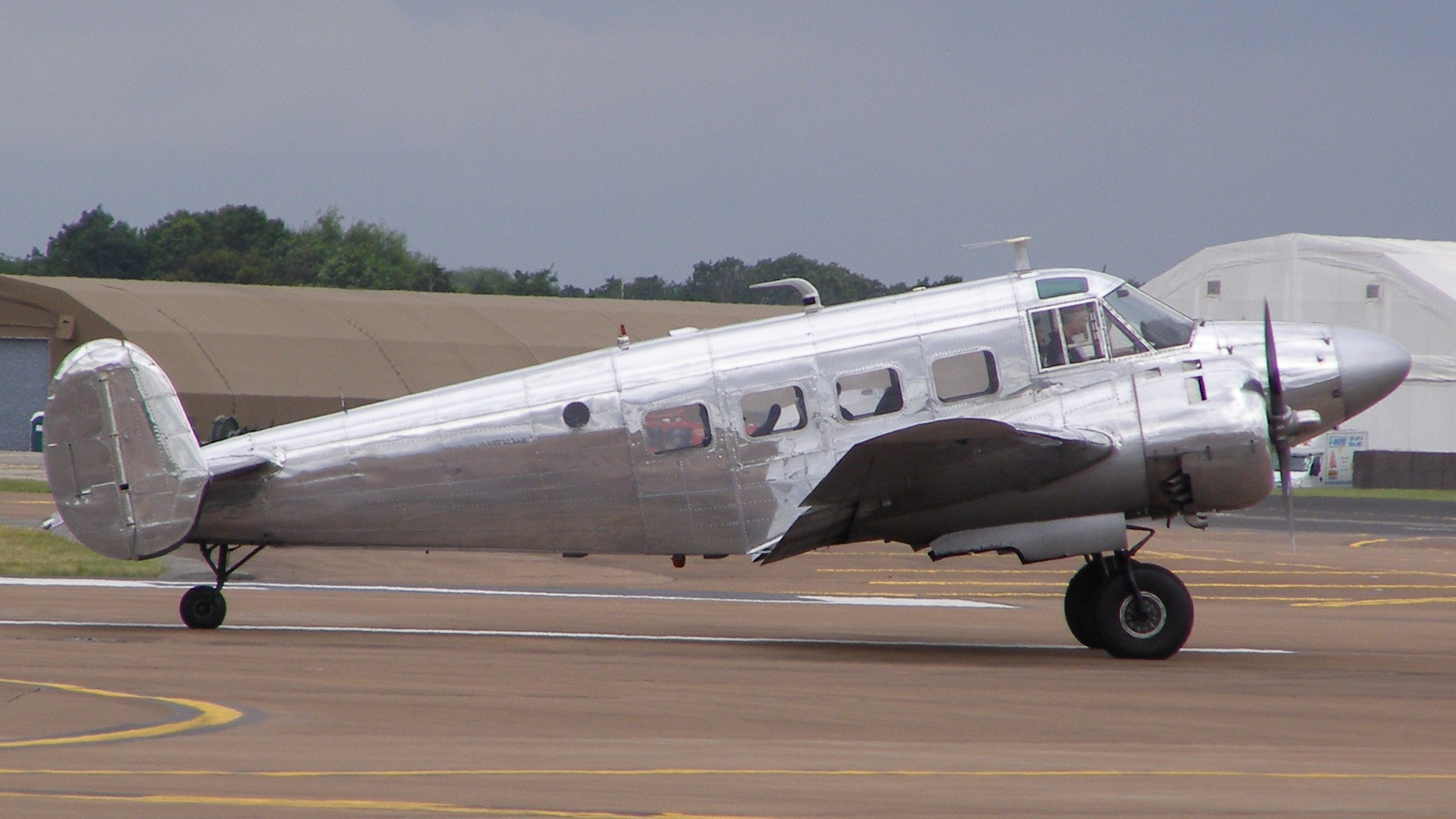
Un avión Beechcraft Modelo 18 similar al que se estrelló.

Un accidente de avioneta la mañana del 10 de diciembre de 1967 sobre el lago Monona, en las afueras de Madison, Wisconsin, a solo tres minutos de su destino, acabó con su vida y la de los miembros de su grupo de acompañamiento, The Bar-Kays, a excepción de uno, Ben Cauley, quien se encontró en agua helada agarrando un cojín de asiento para mantenerse a flote, pero como no sabía nadar no pudo rescatar a los demás. La causa del accidente nunca se determinó.
A sus funerales asistieron más de 5,000 personas en el auditorio municipal de su adoptiva Macon. Mientras la multitud seguía los oficios en las calles, en la ceremonia se vieron muchas caras conocidas del mundo soul como James Brown, Aretha Franklin y Stevie Wonder. Cantaron Joe Simon y Johnny Taylor con acompañamiento al órgano de Booker T. Jones, mientras Sam & Dave y la pléyade de la casa Volt transportaban el féretro. Fue enterrado en el Panteón familiar en los terrenos del Rancho Big O Redding en Round Oak, Condado de Jones, Georgia.
Desaparecía con tan solo 26 años. No disfrutó del éxito de su primer número uno con el tema Sittin' on the Dock of the Bay, que fue póstumo; un tema que marcaba un cambio en su manera de interpretar, algo que él mismo denominó «folk-soul», un estilo que marcaba una ruptura con el soul más tradicional.
Si algo parece cierto en la vida de Redding -por la unanimidad en las opiniones de quienes le rodeaban- era su personalidad excepcional y generosidad. Todos lo que fueron entrevistados entonces y a lo largo de los años, lo recordaban con nostalgia, incluso le siguen dedicando temas en sus conciertos. William Bell le ofrendó una canción titulada A Tribute to a King. Asimismo Jim Morrison introdujo una dedicatoria al recién fallecido Otis en el tema "Runnin' Blues": «Poor Otis dead and gone/Left me here to sing his song/Pretty little girl with the red dress on/Poor Otis dead and gone», y la banda francesa Magma, bajo la dirección de su creador Christian Vander, creó en 1981 el tema Otis.

## Legado

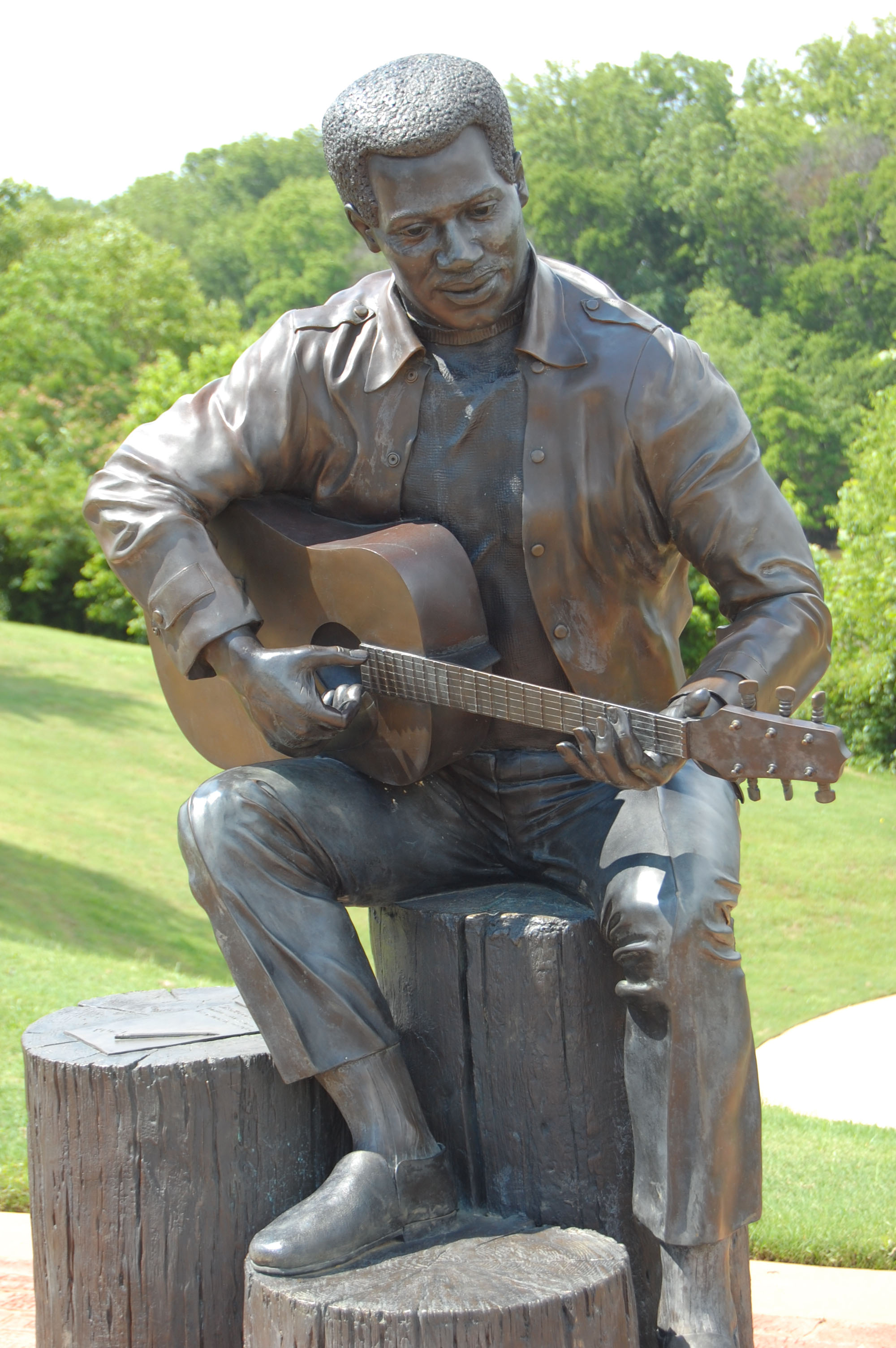
Estatua de Otis Redding en el parque Gateway, Macon GA.

Otis Blue, The Dictionary of Soul, The Dock of the Bay son los tres álbumes de Otis en la lista RS500 de la revista Rolling Stone. En la reedición del 2012 quedaron por fuera sus álbumes Live in Europe y Dreams to Remember: The Otis Redding Anthology.
Sus sencillos (Sittin' On) The Dock of the Bay, I’ve Been Loving You Too Long (to stop Now) y Try a Little Tenderness también fueron incluidos en la lista de las 500 mejores canciones de todos los tiempos de la misma publicación.
Su canción Respect también fue incluida en el listado, pero por la reinterpretación de Aretha Franklin en 1967.

## Honores
- 2002: Estatua en Honor de Otis Redding en Gateway Park, Macon, Georgia.
- 2002: The Very Best of Otis Redding recibe el álbum de oro.
- 2001: Otis Redding Memorial en Memphis, TN.
- 2001: BMI Citation awarded for fairplay performances for Respect.
- 2001: BMI Citation awarded for fairplay for seven million fairplay performances for (Sittin On) The Dock of the Bay.
- 2001: BMI Citation awarded for fairplay performances for Sweet Soul Music written by Otis Redding.
- 1999: Grammy póstumo por su vida artística.
- 1994: Hall of Fame como compositor.
- 1993: Sello en su honor por United States Postal Service.
- 1993: Governor's Award, Memphis, Tennessee, Cárter.
- 1992: Álbum de oro por The Best of Otis Redding.
- 1989: Rock and Roll Hall of Fame.
- 1988: Álbum de oro por History of Otis Redding.
- 1988: The Georgia Music Hall Of Fame.
- 1986: Black Gold Legend Award.
- 1976: Otis Redding Day en Macon, Georgia, celebrado los días 10 de diciembre.
- 1976: Otis Redding Memorial Bridge, Macon, Georgia.
- 1969: Rhythm & Blues Hall of Fame.
- 1968: Álbum de oro por The Monterey Pop Festival con Jimi Hendrix.
- 1968: Grammy- Best Rhythm & Blues Song, Songwriters por (Sittin' On) The Dock of the Bay.
- 1968: Grammy- Mejor performance vocal masculina en R&B, por (Sittin' On) The Dock of the Bay.
- 1968: Annual R&B Award, Record World Magazine.
- 1968: Billboard Charts History of Otis Redding #1.
- 1968: La Cámara de Representantes de Georgia decreta una resolución lamentando el fallecimiento de Otis Redding.
- 1967: Sweet Soul Music alcanza un millón de ventas en sencillos, Gold Award.
- 1966: Melody Maker Magazine, de Londres, le concede el título de vocalista del año a Otis Redding desbancando a Elvis Presley.
- 1966: Votado favorito para el Home Of The Blues Award, Londres.
- 1966: Miembro honorario de la NAACP.

## Homenajes
En 1993, la oficina postal de los Estados Unidos lanzó una estampilla conmemorativa de Otis Redding. Redding fue incluido en el Salón de la fama de los compositores en 1994, y en 1999 recibió el Grammy a la trayectoria. El Salón de la Fama del Rock nombró tres canciones suyas (Shake, (Sittin on') The dock of Bay y Try a little tenderness) en su lista de las 500 canciones más representativas del Rock & Roll. La revista musical Rolling Stone declaró a Redding el artista número 21 en su lista de los 100 mejores artistas de todos los tiempos y en el 2008 lo nombró el octavo cantante más talentoso de la historia. 
En 1995 Rod Stewart grabó, en el disco A spanner in the works, la canción Sam, Muddy & Otis. En ella relató sus experiencias de vida escuchando y admirando a esos tres enormes artistas del Soul y el Blues.
También en 1995, la banda Sham 69 grabó una canción llamada Otis Redding, para el disco Soapy Water and Mister Marmalade.
En el 2001, la ciudad de Macon honró al músico con una estatua en su memoria en el Parque Gateway. También existe un puente con su nombre, sobre el río Ocmulgee. 
En el 2008, John Mayer usó la primera estrofa de I've Got Dreams To Remember como introducción a Gravity para su álbum en vivo Where the Light Is. Continuó usando esa introducción durante otros conciertos más.
En 2011, los raperos Jay-Z y Kanye West produjeron una canción para su álbum en colaboración Watch The Throne con samples de "Try a Little Tenderness" titulando la canción "Otis" y con créditos registrados de Otis Redding.

## Discografía

### Álbumes
- Pain In My Heart - 1964
- The Great Otis Redding Sings Soul Ballads - 1965
- Otis Blue - 1965
- The Soul Album - 1966
- Dictionary of Soul - 1966
- King & Queen - 1967
- Live In Europe - 1967
- The Dock Of The Bay - 1968
- The Immortal Otis Redding - 1968
- The Whisky A Go Go - 1968
- Love Man - 1969
- Tell The Truth - 1970
- The Ultimate Otis Redding - 1986
- The Otis Redding Story - 1987
- Remember Me - 1992
- The Very Best Of Otis Redding - 1992
- The Monterey International Pop Festival - 1992
- Good To Me - 1993
- The Definitive Otis Redding - 1993
- The Very Best Of Otis Redding Volume II - 1995
- The Otis Redding Anthology - 1998
- Love Songs - 1998
- In Concert-Live - 1999

### Sencillos
| Fecha  | Sello y Número          | Cara A                                                           | Cara B                                                 |
| ------ | ----------------------- | ---------------------------------------------------------------- | ------------------------------------------------------ |
| 1960   | SP Alshire 5082 (US)    | Gettin' Hip                                                      | Gamma Lama                                             |
| 1961   | SP Confederate 135 (US) | Shout Bamalama                                                   | Fat Girl                                               |
| Mar-63 | SP Volt 103 (US)        | These Arms Of Mine (POP #85, R&B #20)                            | Hey Hey Baby                                           |
| Oct-63 | SP Volt 109 (US)        | That's What My Heart Needs (R&B #27)                             | Mary Had A Littele Lamb                                |
| Nov-63 | SP Volt 112 (US)        | Pain In My Heart (POP #61, R&B #11)                              | Something Is Worrying Me                               |
| Mar-64 | SP Volt 116 (US)        | Come To Me (POP #69, R&B #26)                                    | Don't Leave Me This Way                                |
| May-64 | SP Volt 117 (US)        | Security (POP #97, R&B #23)                                      | I Want To Thank You                                    |
| Oct-64 | SP Volt 121 (US)        | Chained And Bound (POP #70, R&B #6)                              | Your One And Only Man                                  |
| Ene-65 | SP Volt 124 (US)        | Mr. Pitiful (POP #41, R&B #10)                                   | That's How Strong My Love Is (POP #74, R&B #18)        |
| May-65 | SP Volt 126 (US)        | I've Been Loving You Too Long (To Stop Now) (POP #21, R&B #2)    | I'm Depending On You                                   |
| Sep-65 | SP Volt 128 (US)        | Respect (POP #35, R&B #4)                                        | Old Man Trouble                                        |
| Nov-65 | SP London HLK 4050 (UK) | My Girl (UK #11)                                                 | Down in the Valley                                     |
| Dic-65 | SP Volt 130 (US)        | I Can't Turn You Loose (R&B #11; UK #29)                         | Just One More Day (POP #85, R&B #15)                   |
| Mar-66 | SP Volt 132 (US)        | Satisfaction (POP #31, R&B #4; UK #33)                           | Any Ole Way                                            |
| Jun-66 | SP Volt 136 (US)        | My Lover's Prayer (POP #61, R&B #10; UK #37)                     | Don't Mess With Cupid                                  |
| Oct-66 | SP Volt 138 (US)        | Fa-Fa-Fa-Fa-Fa (Sad Song) (POP #29, R&B #12; UK #23)             | Good To Me                                             |
| Dic-66 | SP Volt 141 (US)        | Try A Little Tenderness (POP #25, R&B #4; UK #46)                | I'm Sick Ya'all                                        |
| Mar-67 | SP Stax 601005 (UK)     | Day Tripper (UK #43)                                             | Shake                                                  |
| Abr-67 | SP Volt 146 (US)        | I Love You More Than Words Can Say (POP #78, R&B #30)            | Let Me Come On Home (UK #48)                           |
| May-67 | SP Stax 216 (US)        | [+Carla THOMAS] Tramp (POP #26, R&B #2; UK #18)                  | Tell It Like It Is                                     |
| Jun-67 | SP Volt 149 (US)        | Shake [en vivo] (POP #47, R&B #16; UK #28)                       | You Don't Miss Your Water [en vivo]                    |
| Jul-67 | SP Volt 152 (US)        | Glory Of Love (POP #60, R&B #19)                                 | I'm Coming Home                                        |
| Ago-67 | SP Stax 228 (US)        | [+Carla THOMAS] Knock On Wood (POP #30, R&B #8; UK #35)          | Let Me Be Good To You                                  |
| Ene-68 | SP Volt 157 (US)        | (Sittin' On) The Dock of the Bay (POP #1, R&B #1; UK #3)         | Sweet Lorene                                           |
| Feb-68 | SP Stax 244 (US)        | [+Carla THOMAS] Lovey Dovey (POP #60, R&B #21)                   | New Year's Resolution                                  |
| Abr-68 | SP Volt 163 (US)        | The Happy Song (Dum-Dum) (POP #25, R&B #10; UK #24)              | Open The Door                                          |
| Jul-68 | SP Atco 6592 (US)       | Amen (POP #36, R&B #15)                                          | Hard To Handle (POP #51, R&B #38; UK #15)              |
| Sep-68 | SP Atco 6612 (US)       | I've Got Dreams To Remember (POP #41, R&B #6)                    | Nobody's Fault But Mine                                |
| Nov-68 | SP Atco 6631 (US)       | White Christmas                                                  | Merry Christmas, Baby                                  |
| Nov-68 | SP Atco 6636 (US)       | Papa's Got A Brand New Bag [en vivo] (POP #21, R&B #10)          | Direct Me [en vivo]                                    |
| Mar-69 | SP Atco 6654 (US)       | A Lover's Question (POP #48, R&B #20)                            | You Made A Man Out Of Me                               |
| Abr-69 | SP Atco 6665 (US)       | [+Carla THOMAS] When Something Is Wrong With My Baby (POP #109)  | Ooh Carla, Ooh Otis                                    |
| May-69 | SP Atco 6677 (US)       | Love Man (POP #72, R&B #17; UK #43)                              | Can't Turn You Loose                                   |
| Ago-69 | SP Atco 6700 (US)       | Free Me (POP #103, R&B #30)                                      | (Your Love Has Lifted Me) Higher And Higher (POP #110) |
| Dic-69 | SP Atco 6723 (US)       | Look At That Girl                                                | That's A Good Idea                                     |
| Abr-70 | SP Atco 6742 (US)       | Demonstration (POP #105)                                         | Johnny's Heartbreak                                    |
| Ago-70 | SP Atco 6766 (US)       | Give Away None Of My Love                                        | Snatch A Little Piece                                  |
| Feb-71 | SP Atco 6802 (US)       | I've Been Loving You Too Long (To Stop Now) [en vivo] (POP #110) | Try A Little Tenderness [en vivo]                      |
| 1977   | SP Stone 209 (US)       | You Left The Water Running                                       | [The MEMPHIS STUDIO BAND] The Otis Jam                 |